# Tubarão III
Tubarão 3 (em inglês Jaws 3-D), lançado em 1983, é o terceiro filme da quadrilogia Tubarão, agora em 3D. Apresenta Dennis Quaid como protagonista, deixando assim o tradicional Martin Brody e Amity para trás (regressando em 1987 com Tubarão: A Vingança), passando-se assim para a Flórida. 
O filme foi lançado um ano após outro filme de tecnologia 3 D: Sexta-Feira 13 - Parte 3.

## Sinopse
Oito anos depois do primeiro ataque, Michael "Mike" Brody foi trabalhar no parque aquático SeaWorld. Lá ele conhece a treinadora de golfinhos Kathryn "Kay" Morgan, sua namorada. 
Durante a noite um funcionário do parque, Shelby Overman, é atacado por um tubarão sem ninguém ver. Algum tempo depois dois ladrões de coral caem na água e são mortos. Então alguma coisa afunda o bote em que eles estavam.
Sean, o irmão de Mike, vai visitar o parque antes da inauguração e se apaixona pela esquiadora Kelly. Kay vai treinar os golfinhos Cindy e Sandy, mas Sandy se recusa a pular. Ela e Mike mergulham para ver se não há nada de errado lá em baixo e quase são atacados por um jovem tubarão (provavelmente um Megalodon), mas são salvos pelos golfinhos. Calvin Bouchard, o dono do parque, chama o caçador de tubarões Philip FitzRoyce. Ele pretende matar o animal no dia da inauguração do parque. Kay diz que não existem tubarões-brancos em cativeiro, então eles poderiam ser os primeiros a realizá-lo. O jovem tubarão é capturado e levado para uma piscina. Mike e Kay colocam um tubo de ar na boca dele. De repente o tubarão fica agitado e começa a nadar para lá e para cá. O dia da inauguração do parque chegou. Sem avisar Kay e Michael, FitzRoyce coloca o tubarão em outra piscina, matando-o. As esquiadoras são atacadas por um tubarão enorme. Sean pula na água salvar Kelly, que havia levado uma mordida. Kay e Mike são informados sobre o cadáver de Overman, que foi encontrado dentro de um aquário. Eles ficam impressionados com as mordidas. A pele e o couro foram arrancados, deixando os músculos à mostra. Quando eles vão avisar FitzRoyce, ele diz que pelo tamanho da mordida o tubarão tem 35 pés, ou seja, 12 metros e 25 centímetros. A mãe do jovem tubarão aparece numa cafeteria sub-aquática. FitzRoyce vai tentar matar o animal com uma granada, mas acaba encontrando seu próprio fim. Todos se dirigem a outra sala debaixo d'água e o tubarão começa a se aproximar. Mike aperta a granada e o tubarão explode. Suas maxilas voam em direção ao telespectador. Mike e Kay sobem à superfície, sendo os únicos sobreviventes. Cindy também aparece, mas eles ficam preocupado que tivesse acontecido algo com Sandy. Então ela aparece e dá o pulo que ela se recusou a fazer em grande parte do filme.

## Elenco
- Dennis Quaid ... Michael 'Mike' Brody
- Bess Armstrong ... Kathryn Morgan
- Simon MacCorkindale ... Philip FitzRoyce
- Louis Gossett Jr. ... Calvin Bouchard
- John Putch ... Sean Brody
- Lea Thompson ... Kelly Ann Bukowski
- Harry Grant ... Shelby Overman

## Curiosidades
- Os produtores de Tubarão 2 não haviam ficado muitos satisfeitos com o filme. Um produtor italiano, Enzo C. Castellari, resolveu dirigir um filme chamado O Último Tubarão (na Espanha vendido como "Tiburón 3"). Portanto o título não se referia a um último exemplar da espécie, mas sim um último filme da franquia "Tubarão". A Universal Pictures tirou o filme de cartaz, e achando que o público ainda estava interessado nisso, eles tiveram a ideia de fazer uma nova continuação. No início eles queriam fazer uma comédia com o nome "Jaws 3, People 0". O filme começaria com o escritor Peter Benchley (autor de "Jaws") sendo atacando em sua própria piscina. Depois acharam melhor fazer um filme sério. O  título "3" teria um segundo sentido, porque o filme seria em 3D (assim como Amityville 3-D e Friday the Thirteen 3-D ).
- A abertura começa com uma visão de dentro d'água. Os peixes estão nervosos com algo até que aparece uma cabeça de peixe decepada. Então vem o título Jaws III, que abre e fecha, como uma boca mordendo. Aí vem um grupo de esquiadoras treinando para uma apresentação e no fundo é possível ver uma barbartana riscando a água.